# Monclar-sur-Losse
Monclar-sur-Losse település Franciaországban, Gers megyében. Lakosainak száma 111 fő (2022. január 1.). Monclar-sur-Losse Bars, Mirande, Montesquiou, Pouylebon, Saint-Martin és Saint-Maur községekkel határos.

## Népesség
A település népességének változása:
| Lakosok száma | 118  | 126  | 125  | 130  | 105  | 105  | 106  | 108  | 109  | 111  |
|               | 1968 | 1982 | 1990 | 2006 | 2013 | 2015 | 2017 | 2019 | 2020 | 2022 |